# Chung Il-kwon
Chung Il-kwon (em coreano:  정일권; Hanja: 丁一權, 21 de novembro de 1917 – 17 de janeiro de 1994) foi um político, diplomata e militar da Coreia do Sul. Além de general do Exército Sul Coreano, ele também serviu como Ministro das Relações Exteriores, de 1963 a 1964, e Primeiro-Ministro, de 1964 a 1970. Era um dos aliados do Presidente Park Chung-hee.